# إبرية عسماء
إبرية عسماء أو سن حلو أو قنفذ الخشب أو فطر قنفذي (الاسم العلمي: Hydnum repandum)، نوع من الفطريات من جنس الإبرية وفصيلة الإبريات. وصفها كارل لينيوس لأول مرة عام 1753. وهو فطر صالح للأكل.